# Galium kerneri
Galium kerneri là một loài thực vật có hoa trong họ Thiến thảo. Loài này được Degen & Dörfl. mô tả khoa học đầu tiên năm 1897.